# Пичелл, Сэмуэль Джон
Сэр Сэмюэл Джон Брук Пичелл, 3-й баронет (англ. Sir Samuel John Brooke Pechell, CB, KCH, 1 сентября 1785 — 3 ноября 1849, Лондон) — британский контр-адмирал.

## Биография
Сэмюэл Пичелл родился в семье армейского офицера сэра Томаса Брука Пичелла (англ. Sir Thomas Brooke Pechell) и его супруги Шарлотты.
В возрасте одиннадцати лет Сэмюэл поступил в Королевский флот на фрегат «Помона» (англ. HMS Pomone) под командованием своего дяди Джона Борлэза Уоррена, а в следующем году он был переведен на фрегат «Фиби» (англ. HMS Phoebe), под командованием капитана Роберта Барлоу (англ. Robert Barlow) и служил там в течение последующих четырёх лет. Пичелл принимал участие в захвате французских фрегатов «Нереид» и «Африкен» 21 декабря 1797 года и 5 марта 1800 года. После того как Барлоу был назначен капитаном 74-пушечного корабля HMS Triumph, Пичелл также поступил на борт нового корабля.
После заключения Амьенского мира Пичелл был назначен лейтенантом фрегата HMS Active, а в 1806 году был назначен на корабль «Фудройянт» (англ. HMS Foudroyant) под флагом своего дяди вице-адмирала сэра Джона Борлэза Уоррена и участвовал в захвате французских кораблей «Маренго» и «Белль-Пуль» под командованием контр-адмирала Шарля Линуа.
В следующем году Пичелл был произведен в чин коммандера и был назначен командиром брига «Феррет» (англ. HMS Ferret), командуя которым крейсировал у побережья Ямайки. В июне следующего года он был произведен в чин капитана и назначен командиром фрегата «Клеопатра» (англ. HMS Cleopatra), командуя которым участвовал в боевых действиях против французских войск на Мартинике и Гваделупе. 3 января 1809 года «Клеопатра» атаковала находящийся на рейде Гваделупы под защитой береговых батарей французский фрегат «Топаз» и благодаря решительным действиям своего капитана смогла с помощью двух других британских кораблей захватить его. В следующем месяце Пичелл участвовал в обеспечении успешного вторжения британских войск на Мартинику, а в конце года вернулся на родину.
В 1811 году Пичелл командовал «Клеопатрой» в северных морях и в районе Гибралтара, а в 1812 году получил под командование корабль «Сан-Доминго» (англ. HMS San Domingo) — флагман северо-американской станции адмирала сэра Джона Уоррена и в течение двух лет участвовал в англо-американской войне.
После окончания Наполеоновских войн, Сэмуэль Пичелл был награждён орденом Бани кавалерского креста, однако из-за сокращения Королевского флота был вынужден находиться на берегу на половинном жаловании.
В 1823 году Пичелл был назначен командиром фрегата «Сибилла» (англ. HMS Sybille), командуя которым он в течение трех лет противодействовал пиратству у берегов Алжира и Пелопоннеса.
Вернувшись в 1826 году он унаследовал после смерти своего отца титул баронета, а в 1830 году был избран членом Парламента от Хелстона и в 1832 году от Виндзора.
25 ноября 1830 года сэр Сэмюэл был назначен третьим морским лордом Адмиралтейства и течении четырёх лет проявил себя как опытный администратор и организатор артиллерийского дела в Королевском флоте. Благодаря его усилиям был создан первый учебный артиллерийский корабль «Экселлент». В 1839 году Пичелл снова был назначен третьим лордом адмиралтейства и занимал эту должность до производства в сентябре 1841 года в чин контр-адмирала.
За заслуги перед Королевским флотом и короной сэр Сэмюэл был награждён орденом Гвельфов командорского креста.